# Atletica leggera alla XXIX Universiade - 800 metri piani maschili
Gli 800 metri piani maschili alla XXIX Universiade si sono svolti dal 26 al 28 agosto 2017.

## Podio
| Oro     | Jesús Tonatiu López Messico |
| Argento | Mohamed Belbachir Algeria   |
| Bronzo  | Aymeric Lusine Francia      |

## Risultati

### 1º turno
Passano alle semifinali i primi tre atleti di ogni batteria (Q) e i tre atleti con i migliori tempi tra gli esclusi (q).
| Posizione | Batteria | Nome                          | Nazionalità    | Tempo   | Note                                     |
| --------- | -------- | ----------------------------- | -------------- | ------- | ---------------------------------------- |
| 1         | 1        | James Bowness                 | Regno Unito    | 1:50.49 | Q                                        |
| 1         | 5        | Baptiste Mischler             | Francia        | 1:50.49 | Q                                        |
| 3         | 5        | Benediktas Mickus             | Lituania       | 1:50.57 | Q                                        |
| 4         | 5        | Christoph Kessler             | Germania       | 1:50.63 | Q                                        |
| 5         | 1        | Elmar Engholm                 | Svezia         | 1:50.66 | Q,                                       |
| 6         | 1        | Ievgen Gutsol                 | Ucraina        | 1:50.88 | Q                                        |
| 7         | 3        | Soufiane El Kabbouri          | Italia         | 1:51.06 | Q                                        |
| 8         | 4        | Jesús Tonatiu López           | Messico        | 1:51.07 | Q                                        |
| 9         | 6        | Michał Rozmys                 | Polonia        | 1:51.08 | Q                                        |
| 10        | 4        | Mohamed Belbachir             | Algeria        | 1:51.16 | Q                                        |
| 11        | 3        | Levent Ateş                   | Turchia        | 1:51.17 | Q                                        |
| 11        | 5        | Lukáš Hodboď                  | Rep. Ceca      | 1:51.17 | q                                        |
| 13        | 3        | Hendrik Uys                   | Sudafrica      | 1:51.18 | Q                                        |
| 14        | 3        | Shaquille Dill                | Bermuda        | 1:51.20 | q                                        |
| 15        | 6        | Cleiton Abrão                 | Brasile        | 1:51.18 | Q                                        |
| 16        | 1        | Ramzi Abdenouz                | Algeria        | 1:51.26 | q                                        |
| 17        | 1        | Amoj Jacob                    | India          | 1:51.28 |                                          |
| 18        | 4        | Filip Šnejdr                  | Rep. Ceca      | 1:51.40 | Q                                        |
| 19        | 1        | Dage Minors                   | Bermuda        | 1:51.43 |                                          |
| 20        | 6        | Kelvin Kitur                  | Kenya          | 1:51.47 | Q                                        |
| 21        | 4        | Li Junlin                     | Cina           | 1:51.77 |                                          |
| 22        | 5        | Imanmadi Kusmanov             | Kazakistan     | 1:51.89 | Miglior prestazione personale            |
| 23        | 3        | Fortunate Turihohabwe         | Uganda         | 1:51.92 | Miglior prestazione personale            |
| 24        | 1        | Pauls Ārents                  | Lettonia       | 1:52.03 | Miglior prestazione personale stagionale |
| 25        | 2        | Tyler Smith                   | Canada         | 1:52.25 | Q                                        |
| 26        | 6        | Mindaugas Striokas            | Lituania       | 1:52.27 |                                          |
| 27        | 7        | Aaron Botterman               | Belgio         | 1:52.38 | Q                                        |
| 28        | 7        | Aymeric Lusine                | Francia        | 1:52.44 | Q                                        |
| 29        | 7        | Artur Kuciapski               | Polonia        | 1:52.44 | Q                                        |
| 30        | 3        | Umar Sadat                    | Pakistan       | 1:52.46 |                                          |
| 31        | 2        | Stephen Knuckey               | Australia      | 1:52.47 | Q                                        |
| 32        | 7        | Christos Dimitriou            | Cipro          | 1:52.53 |                                          |
| 33        | 6        | Drevan Anderson-Kaapa         | Stati Uniti    | 1:52.76 | Miglior prestazione personale stagionale |
| 34        | 6        | Christian Sand Clausen        | Danimarca      | 1:53.39 |                                          |
| 35        | 4        | Pedro da Palma Junior         | Brasile        | 1:53.75 |                                          |
| 36        | 7        | Frederik Fürstenberg          | Danimarca      | 1:54.28 |                                          |
| 37        | 5        | Malvin Nikolla                | Albania        | 1:54.36 | Miglior prestazione personale            |
| 38        | 2        | Rynardt van Rensburg          | Sudafrica      | 1:55.00 | Q                                        |
| 39        | 4        | Marcel Ngabonziza             | Ruanda         | 1:55.84 |                                          |
| 40        | 4        | Ahmed Ali Al-Aamri            | Oman           | 1:55.89 | Miglior prestazione personale stagionale |
| 41        | 6        | Timothy Ongom                 | Uganda         | 1:55.90 |                                          |
| 42        | 7        | Josué Murcia                  | Costa Rica     | 1:56.06 |                                          |
| 43        | 7        | Zhou Guangcai                 | Cina           | 1:56.63 |                                          |
| 44        | 2        | Cristofer Jarpa               | Cile           | 1:56.73 |                                          |
| 45        | 4        | Charuka Kushant Ganhewayalage | Sri Lanka      | 1:56.84 | Miglior prestazione personale stagionale |
| 46        | 2        | Óscar Romero                  | Colombia       | 1:58.40 |                                          |
| 47        | 3        | Abdo El Helou                 | Libano         | 1:59.24 |                                          |
| 48        | 5        | Hussein Khalife               | Libano         | 1:59.62 |                                          |
| 49        | 3        | Khalid Al-Muyidi              | Arabia Saudita | 1:59.88 |                                          |
| 50        | 5        | Mazen Masrahi                 | Arabia Saudita | 2:01.56 |                                          |
| 51        | 2        | Said Badur Al-Rahbi           | Oman           | 2:02.20 |                                          |
|           | 2        | Mohammed Shafic Ali           | Ghana          | DNS     |                                          |
|           | 2        | Charles Grethen               | Lussemburgo    | DNS     |                                          |

### Semifinali
Passano in finale i primi due atleti di ogni batteria (Q) e i due atleti con i migliori tempi tra gli esclusi (q).
| Posizione | Batteria | Nome                 | Nazionalità   | Tempo   | Note                          |
| --------- | -------- | -------------------- | ------------- | ------- | ----------------------------- |
| 1         | 1        | Aymeric Lusine       | Francia       | 1:48.04 | Q                             |
| 2         | 3        | Jesús Tonatiu López  | Messico       | 1:48.23 | Q                             |
| 3         | 3        | Mohamed Belbachir    | Algeria       | 1:48.30 | Q                             |
| 4         | 1        | Artur Kuciapski      | Polonia       | 1:48.36 | Q                             |
| 5         | 1        | Stephen Knuckey      | Australia     | 1:48.39 | q                             |
| 6         | 1        | Hendrik Uys          | Sudafrica     | 1:48.66 | q                             |
| 7         | 3        | Michał Rozmys        | Polonia       | 1:48.71 |                               |
| 8         | 3        | James Bowness        | Gran Bretagna | 1:48.78 |                               |
| 9         | 2        | Rynardt van Rensburg | Sudafrica     | 1:48.97 | Q                             |
| 10        | 3        | Elmar Engholm        | Svezia        | 1:49.03 | Miglior prestazione personale |
| 11        | 2        | Filip Šnejdr         | Rep. Ceca     | 1:49.04 | Q                             |
| 12        | 2        | Baptiste Mischler    | Francia       | 1:49.07 |                               |
| 13        | 2        | Levent Ateş          | Turchia       | 1:49.31 |                               |
| 14        | 1        | Benediktas Mickus    | Lituania      | 1:49.35 |                               |
| 15        | 1        | Lukáš Hodboď         | Rep. Ceca     | 1:49.40 |                               |
| 16        | 3        | Aaron Botterman      | Belgio        | 1:49.45 |                               |
| 17        | 2        | Ramzi Abdenouz       | Algeria       | 1:49.94 |                               |
| 18        | 2        | Ievgen Gutsol        | Ucraina       | 1:49.97 |                               |
| 19        | 3        | Christoph Kessler    | Germania      | 1:50.13 |                               |
| 20        | 2        | Soufiane El Kabbouri | Italia        | 1:50.45 |                               |
| 21        | 1        | Tyler Smith          | Canada        | 1:50.90 |                               |
| 22        | 1        | Kelvin Kitur         | Kenya         | 1:51.93 |                               |
| 23        | 2        | Cleiton Abrão        | Brasile       | 1:54.16 |                               |
| 24        | 3        | Shaquille Dill       | Bermuda       | 1:54.70 |                               |

### Finale
| Pos. | Corsia | Nome                 | Nazionalità | Tempo   | Note |
| ---- | ------ | -------------------- | ----------- | ------- | ---- |
|      | 1      | Jesús Tonatiu López  | Messico     | 1'46"06 |      |
|      | 6      | Mohamed Belbachir    | Algeria     | 1'46"73 |      |
|      | 3      | Aymeric Lusine       | Francia     | 1'47"18 |      |
| 4    | 4      | Hendrik Uys          | Sudafrica   | 1'47"59 |      |
| 5    | 2      | Artur Kuciapski      | Polonia     | 1'47"69 |      |
| 6    | 7      | Stephen Knuckey      | Australia   | 1'47"90 |      |
| 7    | 8      | Filip Šnejdr         | Rep. Ceca   | 1'48"31 |      |
| 8    | 5      | Rynardt van Rensburg | Sudafrica   | 1'49"70 |      |